# 4 Ursae Majoris
 4 Ursae Majoris, nota anche come pi2 Ursae Majoris (π2 UMa / π2 Ursae Majoris), è una stella gigante di classe spettrale K situata nella costellazione dell'Orsa Maggiore a circa 256 anni luce dalla Terra.
La stella ha un'età poco inferiore al quella del Sole, superiore ai 4 miliardi di anni, ma essendo del 23% più massiccia è evoluta più rapidamente, uscendo dalla sequenza principale e aumentando il suo raggio che attualmente è oltre 20 volte quello solare, entrando nello stadio di gigante.
Nel 2007 è stato scoperto un pianeta in orbita intorno alla stella, denominato 4 Ursae Majoris b.

## Il pianeta
4 Ursae Majoris b ha una massa circa sette volte maggiore di quella di Giove. Compie il suo moto di rivoluzione in un'orbita fortemente eccentrica posta a circa l'87% la distanza tra Terra e Sole.
| Nome              | Nome              | Massa        | Semiasse maggiore | Periodo orbitale      | Scoperta |
| ----------------- | ----------------- | ------------ | ----------------- | --------------------- | -------- |
| 4 Ursae Majoris b | 4 Ursae Majoris b | >7,1 (± 1,6) | 0,87 (± 0,04) UA  | 269,3 (± 1,96) giorni | 2007     |